# Самбо на Літній універсіаді 2013
Змагання із самбо на XXVII Всесвітній літній Універсіаді пройшли 14-15 липня 2013 року у Казані, Росія. Самбо було вперше включено до програми літньої Універсіади.

## Медалі

### Загальний залік
| Місце  | Країна             | Золото | Срібло | Бронза | Загалом |
| ------ | ------------------ | ------ | ------ | ------ | ------- |
| 1      | Росія (RUS)        | 12     | 1      | 3      | 16      |
| 2      | Білорусь (BLR)     | 2      | 2      | 2      | 6       |
| 3      | Японія (JPN)       | 2      | 1      | 2      | 5       |
| 4      | Ізраїль (ISR)      | 1      | 1      | 0      | 2       |
| 5      | Вірменія (ARM)     | 1      | 0      | 2      | 3       |
| 6      | Україна (UKR)      | 0      | 5      | 2      | 7       |
| 7      | Казахстан (KAZ)    | 0      | 2      | 2      | 4       |
| 8      | Монголія (MGL)     | 0      | 1      | 4      | 5       |
| 9      | Болгарія (BUL)     | 0      | 1      | 2      | 3       |
| 10     | Аргентина (ARG)    | 0      | 1      | 1      | 2       |
| 10     | Таджикистан (TJK)  | 0      | 1      | 1      | 2       |
| 12     | Франція (FRA)      | 0      | 1      | 0      | 1       |
| 12     | Грузія (GEO)       | 0      | 1      | 0      | 1       |
| 14     | Азербайджан (AZE)  | 0      | 0      | 3      | 3       |
| 14     | Туркменістан (TKM) | 0      | 0      | 3      | 3       |
| 16     | Китай (CHN)        | 0      | 0      | 1      | 1       |
| 16     | Італія (ITA)       | 0      | 0      | 1      | 1       |
| 16     | Киргизстан (KGZ)   | 0      | 0      | 1      | 1       |
| 16     | Литва (LTU)        | 0      | 0      | 1      | 1       |
| 16     | Молдова (MDA)      | 0      | 0      | 1      | 1       |
| 16     | Словенія (SLO)     | 0      | 0      | 1      | 1       |
| 16     | Сербія (SRB)       | 0      | 0      | 1      | 1       |
| 16     | Узбекистан (UZB)   | 0      | 0      | 1      | 1       |
| 16     | Венесуела (VEN)    | 0      | 0      | 1      | 1       |
| Всього | Всього             | 18     | 18     | 36     | 72      |

### Чоловіки
| Вагова категорія | Золото                            | Срібло                                    | Бронза                                |
| ---------------- | --------------------------------- | ----------------------------------------- | ------------------------------------- |
| До 52 кг         | Тигран Кіракосян · Вірменія (ARM) | Беймбер Канжанов · Казахстан (KAZ)        | Агасіф Самадов · Азербайджан (AZE)    |
| До 52 кг         | Тигран Кіракосян · Вірменія (ARM) | Беймбер Канжанов · Казахстан (KAZ)        | Василь Караулов · Росія (RUS)         |
| До 57 кг         | Аймерген Аткунов · Росія (RUS)    | Марал-Ердене Чимеддорй · Монголія (MGL)   | Іслам Гасумов · Азербайджан (AZE)     |
| До 57 кг         | Аймерген Аткунов · Росія (RUS)    | Марал-Ердене Чимеддорй · Монголія (MGL)   | Михайло Ілитчук · Україна (UKR)       |
| До 62 кг         | Ілля Хлибов · Росія (RUS)         | Багдат Жарилгассов · Казахстан (KAZ)      | Артур Те · Киргизстан (KGZ)           |
| До 62 кг         | Ілля Хлибов · Росія (RUS)         | Багдат Жарилгассов · Казахстан (KAZ)      | Артем Наку · Молдова (MDA)            |
| До 68 кг         | Денис Давидов · Росія (RUS)       | Аляксандр Кокша · Білорусь (BLR)          | Еміль Гасанов · Азербайджан (AZE)     |
| До 68 кг         | Денис Давидов · Росія (RUS)       | Аляксандр Кокша · Білорусь (BLR)          | Мартін Іванов · Болгарія (BUL)        |
| До 74 кг         | Уалі Куржев · Росія (RUS)         | Кота Ето · Японія (JPN)                   | Алехандро Клара · Аргентина (ARG)     |
| До 74 кг         | Уалі Куржев · Росія (RUS)         | Кота Ето · Японія (JPN)                   | Нусратішох Іманов · Таджикистан (TJK) |
| До 82 кг         | Сергій Кіручін · Росія (RUS)      | Ніко Куця · Грузія (GEO)                  | Мхер Карапетян · Вірменія (ARM)       |
| До 82 кг         | Сергій Кіручін · Росія (RUS)      | Ніко Куця · Грузія (GEO)                  | Цимафей Ємелянав · Білорусь (BLR)     |
| До 90 кг         | Павло Румянцев · Росія (RUS)      | Комроншох Устопірійон · Таджикистан (TJK) | Нікола Мілошевич · Сербія (SRB)       |
| До 90 кг         | Павло Румянцев · Росія (RUS)      | Комроншох Устопірійон · Таджикистан (TJK) | Сухроб Остонаєв · Узбекистан (UZB)    |
| До 100 кг        | Микала Мацько · Білорусь (BLR)    | Пітер Пальчик · Ізраїль (ISR)             | Дмитро Єлісєєв · Росія (RUS)          |
| До 100 кг        | Микала Мацько · Білорусь (BLR)    | Пітер Пальчик · Ізраїль (ISR)             | Михайло Черкасов · Україна (UKR)      |
| Понад 100 кг     | Олександр Кучумов · Росія (RUS)   | Размік Тоноян · Україна (UKR)             | Хакоб Аракалеян · Вірменія (ARM)      |
| Понад 100 кг     | Олександр Кучумов · Росія (RUS)   | Размік Тоноян · Україна (UKR)             | Зілвінас Забарскас · Литва (LTU)      |

### Жінки
| Вагова категорія | Золото                              | Срібло                                   | Бронза                                     |
| ---------------- | ----------------------------------- | ---------------------------------------- | ------------------------------------------ |
| До 48 кг         | Олена Бондарева · Росія (RUS)       | Олена Куницька · Україна (UKR)           | Чанцалжулам Ягварал · Монголія (MGL)       |
| До 48 кг         | Олена Бондарева · Росія (RUS)       | Олена Куницька · Україна (UKR)           | Марія Гуедез · Венесуела (VEN)             |
| До 52 кг         | Ганна Харитонова · Росія (RUS)      | Інна Черняк · Україна (UKR)              | Чен Фанфан · Китай (CHN)                   |
| До 52 кг         | Ганна Харитонова · Росія (RUS)      | Інна Черняк · Україна (UKR)              | Гулбадам Бабамуратова · Туркменістан (TKM) |
| До 56 кг         | Анастасія Архипава · Білорусь (BLR) | Лаура Фоньє · Франція (FRA)              | Гергага Вацова · Болгарія (BUL)            |
| До 56 кг         | Анастасія Архипава · Білорусь (BLR) | Лаура Фоньє · Франція (FRA)              | Амар'яргал Тумурбаатар · Монголія (MGL)    |
| До 60 кг         | Яна Костенко · Росія (RUS)          | Олена Сайко · Україна (UKR)              | Ажар Кенбейл · Казахстан (KAZ)             |
| До 60 кг         | Яна Костенко · Росія (RUS)          | Олена Сайко · Україна (UKR)              | Полона Лампе · Словенія (SLO)              |
| До 64 кг         | Аліса Шлсінгер · Ізраїль (ISR)      | Тетяна Токц · Білорусь (BLR)             | Акане Ікута · Японія (JPN)                 |
| До 64 кг         | Аліса Шлсінгер · Ізраїль (ISR)      | Тетяна Токц · Білорусь (BLR)             | Гульнар Гаїтбаєва · Туркменістан (TKM)     |
| До 68 кг         | Марина Мохнаткіна · Росія (RUS)     | Луїза Гайнутдінова · Україна (UKR)       | Джулія Арагоцціні · Італія (ITA)           |
| До 68 кг         | Марина Мохнаткіна · Росія (RUS)     | Луїза Гайнутдінова · Україна (UKR)       | Ділдаш Куришбаєва · Казахстан (KAZ)        |
| До 72 кг         | Руї Такахаші · Японія (JPN)         | Жанара Кусанова · Росія (RUS)            | Мунхцецег Отгон · Монголія (MGL)           |
| До 72 кг         | Руї Такахаші · Японія (JPN)         | Жанара Кусанова · Росія (RUS)            | Нурсолтан Аширова · Туркменістан (TKM)     |
| До 80 кг         | Шорі Хамада · Японія (JPN)          | Тереза Джурова · Болгарія (BUL)          | Нямтуя Нямхуу · Монголія (MGL)             |
| До 80 кг         | Шорі Хамада · Японія (JPN)          | Тереза Джурова · Болгарія (BUL)          | Ірина Алексєєва · Росія (RUS)              |
| Понад 80 кг      | Анастасія Ковязіна · Росія (RUS)    | Саманта Дакуна Кесслер · Аргентина (ARG) | Катерина Калюжна · Білорусь (BLR)          |
| Понад 80 кг      | Анастасія Ковязіна · Росія (RUS)    | Саманта Дакуна Кесслер · Аргентина (ARG) | Харука Мурасе · Японія (JPN)               |